# شگفت‌انگیز (مجموعه تلویزیونی)
شگفت‌انگیز (انگلیسی: The Fabulous; کره‌ای: 더 패뷸러스) یک مجموعه تلویزیونی اینترنتی کره جنوبی سال ۲۰۲۲ با بازی چوی مین هو و چه سو بین است. این مجموعه در ۲۳ دسامبر ۲۰۲۳ از نتفلیکس منتشر شد.